# Parau Sorat (Batang Onang)
Parau Sorat is een bestuurslaag in het regentschap Padang Lawas Utara van de provincie Noord-Sumatra, Indonesië. Parau Sorat telt 623 inwoners (volkstelling 2010).